# Símbolo ideográfico de iteración
Un símbolo ideográfico de iteración es un carácter o signo de puntuación que representa un carácter o palabra repetida.

## Chino

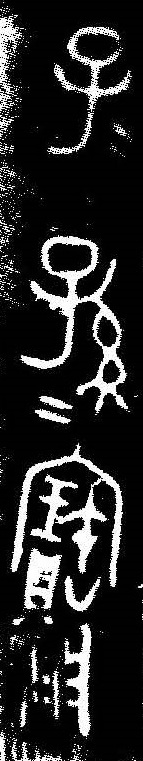
Escritura en bronce, circa 900 a. C.

En idioma chino, el ideograma 二 (pinyin, Èr) (〻 en la forma de escritura vertical) o el símbolo 々 se utiliza en la escritura casual para representar un doble carácter, pero nunca se emplea en la escritura formal o impresa. En una lista o tabla, las repeticiones verticales también pueden representarse con el signo de ídem (〃).

### Historia
Los símbolos de iteración han sido utilizados ocasionalmente por más de dos mil años en China. Prueba de esto es la escritura en bronce encontrada en una olla de bronce de la dinastía Zhou, la cual termina en «子‗孫‗寶用», que significa algo así como "desendientes para atesorar", en donde se utiliza el pequeño 二 como símbolo de iteración en la frase «子子孫孫寶用» (pinyin, Zǐ zǐsūn sūn bǎo yòng).

## Japonés
Los símbolos de iteración del japonés, conocidos nativamente como odoriji (踊り字 o 躍り字?), odori (おどり?), kurikaeshifugō (繰り返し符号?), kasaneji (重ね字?), okuriji (送り字?), yusuriji (揺すり字?), jūji (重字?), jūten (重点?) o jōji (畳字?) son caracteres especiales en la escritura japonesa que indican la duplicación del carácter que los antecede. Existen diversos símbolos de iteración para los sistemas actuales de escritura japonesa: kanji, hiragana y katakana.[cita requerida]

### Kanji
El símbolo 々, cuyo nombre formal es dōnojiten (同の字点?) pero también es conocido como noma (のま?) por los katakana no (ノ) y ma (マ), es el símbolo de repetición o de iteración en japonés que se utiliza con los kanji para representar la repetición de los mismos, en vez de escribirlo dos veces. El símbolo se origina de una forma simplificada del carácter 仝, una variante de 同 ("mismo") escrito en forma cursiva.
Aunque los símbolos de iteración usados en el japonés son un préstamo del idioma chino, la función gramatical de duplicación difiere, así como las convenciones en el uso de estos caracteres.
Mientras el japonés no posee una forma plural gramatical per se, algunos kanji pueden escribirse duplicados para indicar pluralidad (como un sustantivo colectivo, no como muchos individuos). Esto difiere del idioma chino, en el que normalmente se repiten los caracteres con el solo propósito de añadir énfasis, aunque existen algunas raras excepciones (como 人 rén persona, 人人 rénrén todos).
Ejemplos:
- 我 (ware, "yo") frente a 我々 (wareware, "nosotros")
- 人 (hito, "persona") frente a 人々 (hitobito, "gente" pero no "personas")
- 山 (yama, "montaña") frente a 山々 (yamayama, "muchas montañas" pero no "montañas")

Sin embargo, a veces, el símbolo de iteración puede cambiar completamente el significado:
- 個 (ko, "pieza" u "objeto") frente a 個々 (koko, "parte por parte" o "individualmente")
- 時 (toki, "tiempo") frente a 時々 (tokidoki, "a veces")
- 翌日 (yokujitsu, "siguiente día") frente a 翌々日 (yokuyokujitsu, "el día siguiente al siguiente día" o dos días después)

En la escritura vertical, el carácter 〻 (U+303B), una forma cursiva derivada de 二 (como se explicó arriba) puede ser utilizada en vez de 々, aunque esto es muy raro.

### Kana
Los silabarios hiragana y katakana usan diferentes símbolos de iteración: ゝ para hiragana y ヽ para katakana. Se utiliza el símbolo de iteración en nombres como さゝき Sasaki u おゝの Ōno, y también forma parte del nombre oficial de la compañía automovilística Isuzu (いすゞ?).
A diferencia de los símbolos de iteración para los kanji, los cuales no reflejan las variaciones de sonido, los símbolos de iteración para los silabarios kana reflejan fielmente las variaciones de sonido de algunas sílabas. Estos pueden combinarse con el dakuten para representar que la sílaba repetida es sonora, como en みすゞ Misuzu. Si se desea repetir una sílaba sonora, por ejemplo じじ jiji, también se debe utilizar el signo de iteración con dakuten: じゞ en vez de じゝ, el cual se lee como jishi.
Mientras que los símbolos de iteración para los kana han sido ampliamente utilizados en textos antiguos, en el japonés moderno generalmente no se utilizan fuera de los nombres propios, aunque pueden aparecer en manuscritos informales.

## Español
En el idioma español, así como en la mayoría de idiomas en los que se utiliza el alfabeto latino, puede ser utilizado el signo de ''idem'' (〃) para indicar, informalmente, que el elemento arriba del mismo, se repite. Esto es común en la escritura a mano, sin embargo, se desaconseja para documentos formales.
Dos litros de leche ..... $2.25
Cuatro  〃  〃  〃   ..... $4.50